# Kloster Santa Clara la Real

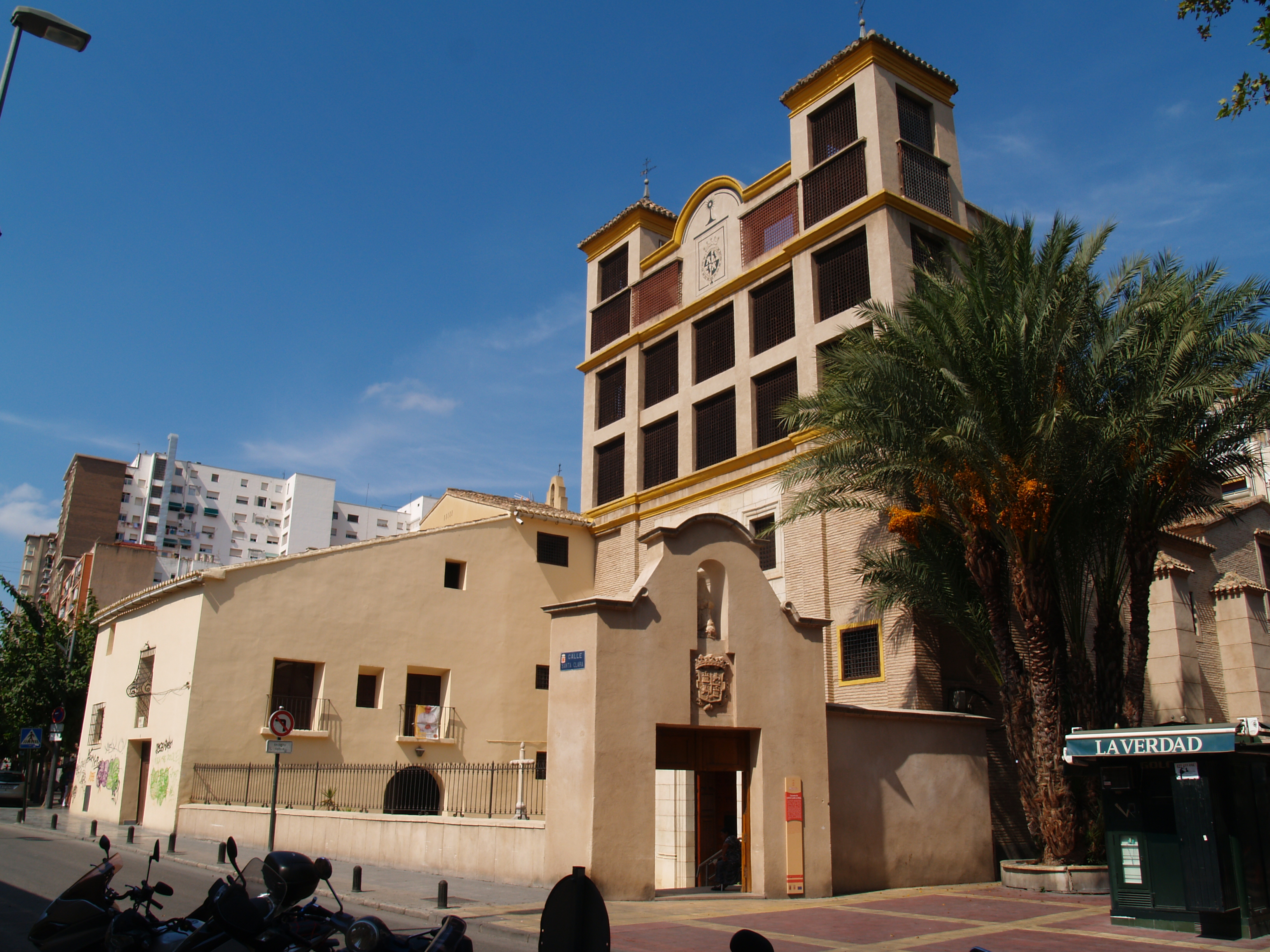
Kloster Santa Clara de Real – Außenansicht

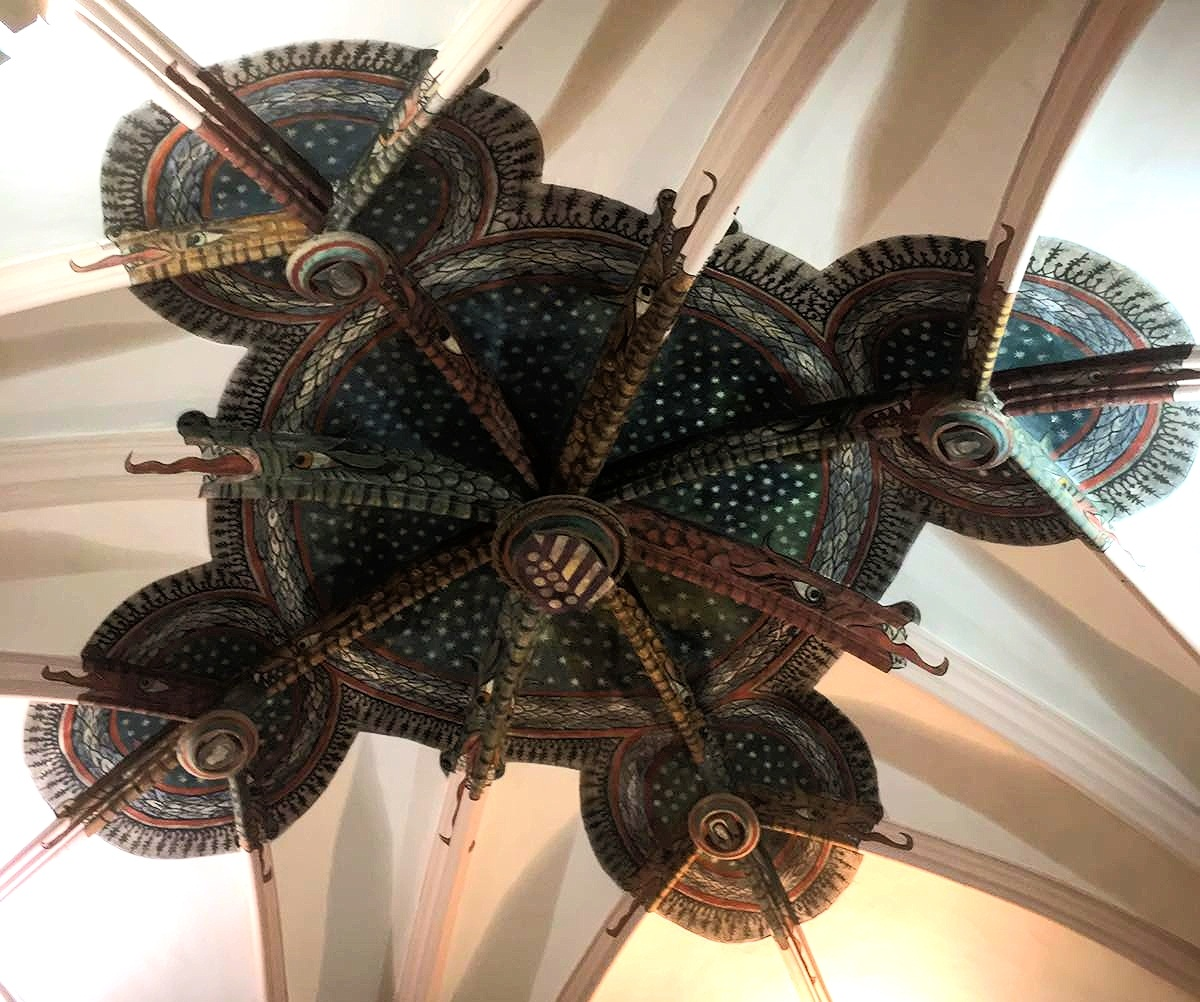
Die Drachenkuppel im Presbyterium der Klosterkirche aus dem 15. Jahrhundert.

Das Kloster Santa Clara la Real ist ein Klarissenkloster in Murcia, Región de Murcia, Spanien. Es stammt aus dem 14. Jahrhundert, wurde aber auf dem alten muslimischen Alcázar Al-Qasr al-Sagir aus dem 13. Jahrhundert erbaut. Es ist eines der wichtigsten historischen Gebäude der Stadt aufgrund der Reste des maurischen Palastes. Das Kloster beherbergt aber auch einen gotischen Kreuzgang und Chor sowie eine barocke Kirche.
Teile des Gebäudes sind zur Zeit als Museum konzipiert, während der Westflügel zum Kulturzentrum Las Claras der Stiftung CajaMurcia umgebaut wurde.

## Geschichte

### Dar As-Sugra(12. Jahrhundert)

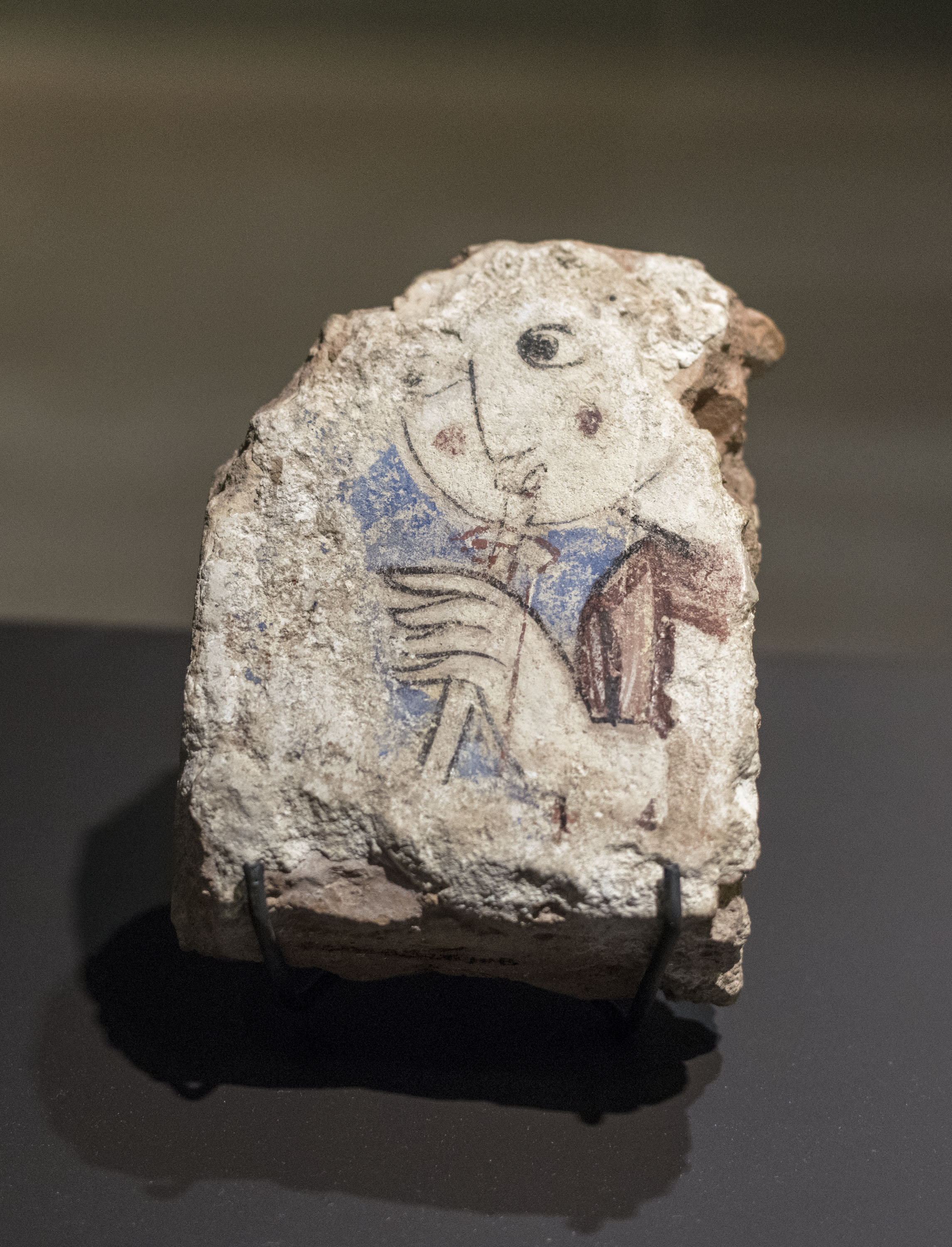
Die Flötistin, alter Muqarnas aus dem Palast Dar al Sugra: Frau, die auf einem Mizmar spielt.

Die Erstbesiedlung des Grundstückes ist wohl ursprünglich ein Palast, der vor 1145 gebaut wurde, als die erste schriftliche Erwähnung des sogenannten Dar As-Sugra erfolgte. Es handelte sich um eine Residenz außerhalb der Stadtmauern der Medina von Murcia im nördlichen Teil des Arrabals Arrixaca. Wichtig war die Verfügbarkeit von Wasser, da eine der wichtigsten Acequias der Huerta de Murcia, die Acequia Mayor Aljufía, südlich des jetzigen Klosters vorbeiführt.
Dieses Gebäude der späten Almoravidenzeit wurde unter Ibn Mardanīsch reformiert bzw. neu erbaut.
Ab der Eroberung Murcias durch die Almohaden begann ein Verfall des Gebäudes. Archäologische Reste der mozarabischen Kuppel beweisen, dass ihre Farben verdeckt wurden.

### Al-Qasr Al-Sagir(1228–1266)

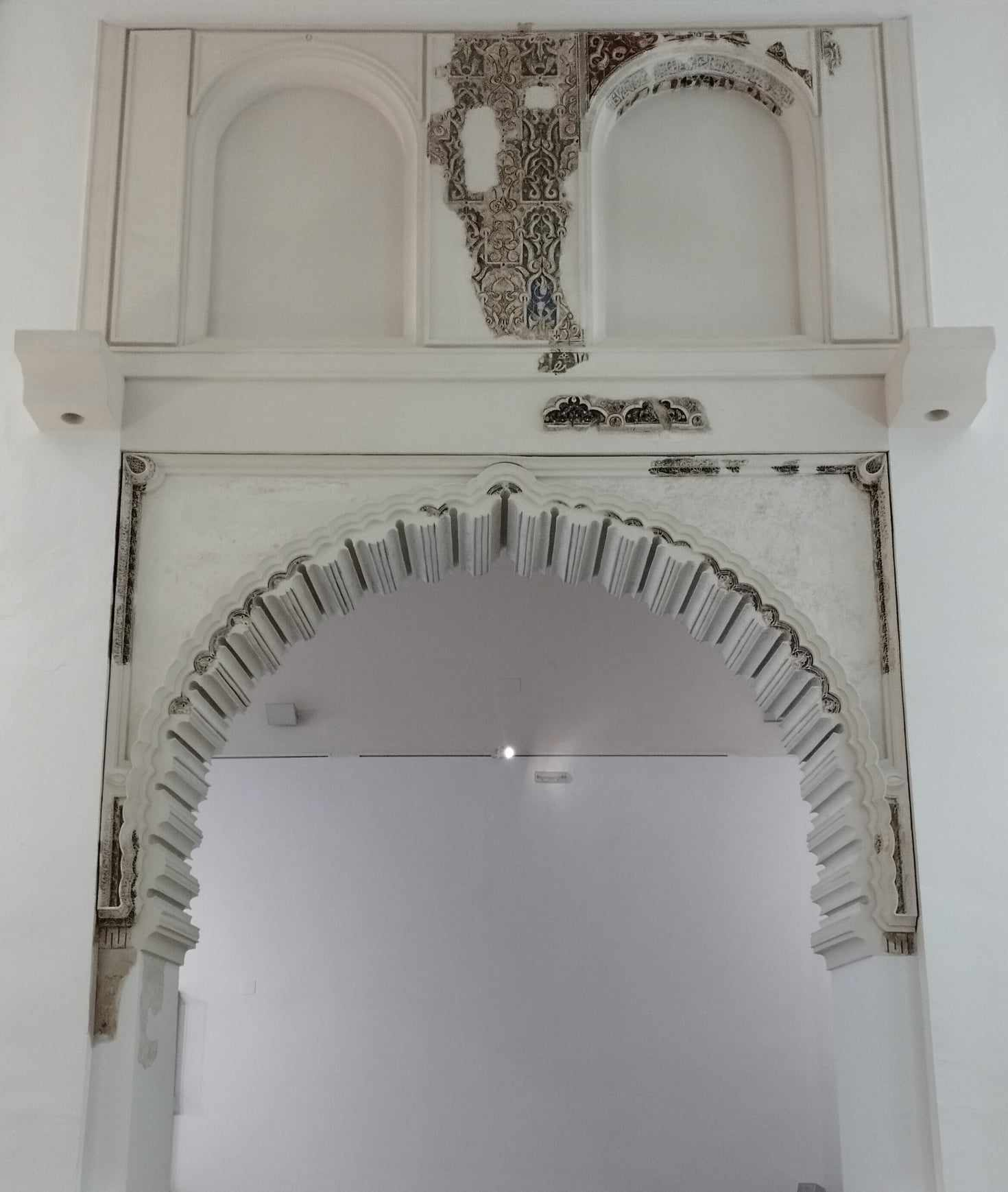
Ausschnitt der Reste der Gipsarbeiten des Tors des Nordsaals (13. Jahrhundert)

Später, mit der Gründung der dritten Taifa in Murcia, baute der murcianische König Ibn Hud von 1228 bis 1238 über dem vorhandenen Palast einen neuen, bekannt als Al-Qasr al-Sagir (kleiner Alcázar), gedacht als Schloss der Erholung.
Der größte Teil der wertvollen archäologischen Reste befindet sich in diesem kleinen Alcázar, da das Kloster der Klarissinnen das Bauwerk des alten Al-Qasr al-Sagir nutzte.

### Residenz der Katholischen Könige (1266–1365)
Nach der Revolte der Mudejaren von 12864 bis 1266 durch Jakob I. von Aragón kam die Stadt endgültig unter die Kontrolle der Christen und der Álcazar wurde zum Königspalast der kastillischen Krone. Persönlichkeiten wie Alfons X., Violante von Aragón und Jakob I. residierten hier lange während ihrer Besuche des Königreichs Murcia.
In dieser Epoche wurde das Grundstück, auf dem sich neben dem Palast auch Bäder und Gärten befanden, auf mehrere Begünstigte aufgeteilt, unter ihnen auch der König von Kastillien und seine Familie, und es entstand der Real de la Reina oder das Gut des Infanten Don Fernando. In beiden Gebäuden residierte Jakob I während seines Aufenthalts in der Stadt 274. Einen Teil des Grundstücks überließen sie dem Franziskanerorden.

### Klarissinnenkloster (1365 – heute)
1365 schenkte Peter I. von Kastillien seine Palastanteil der Äbtissin Berenguela de Espín und dem Klarissenorden, die ihn bis heute besitzen.

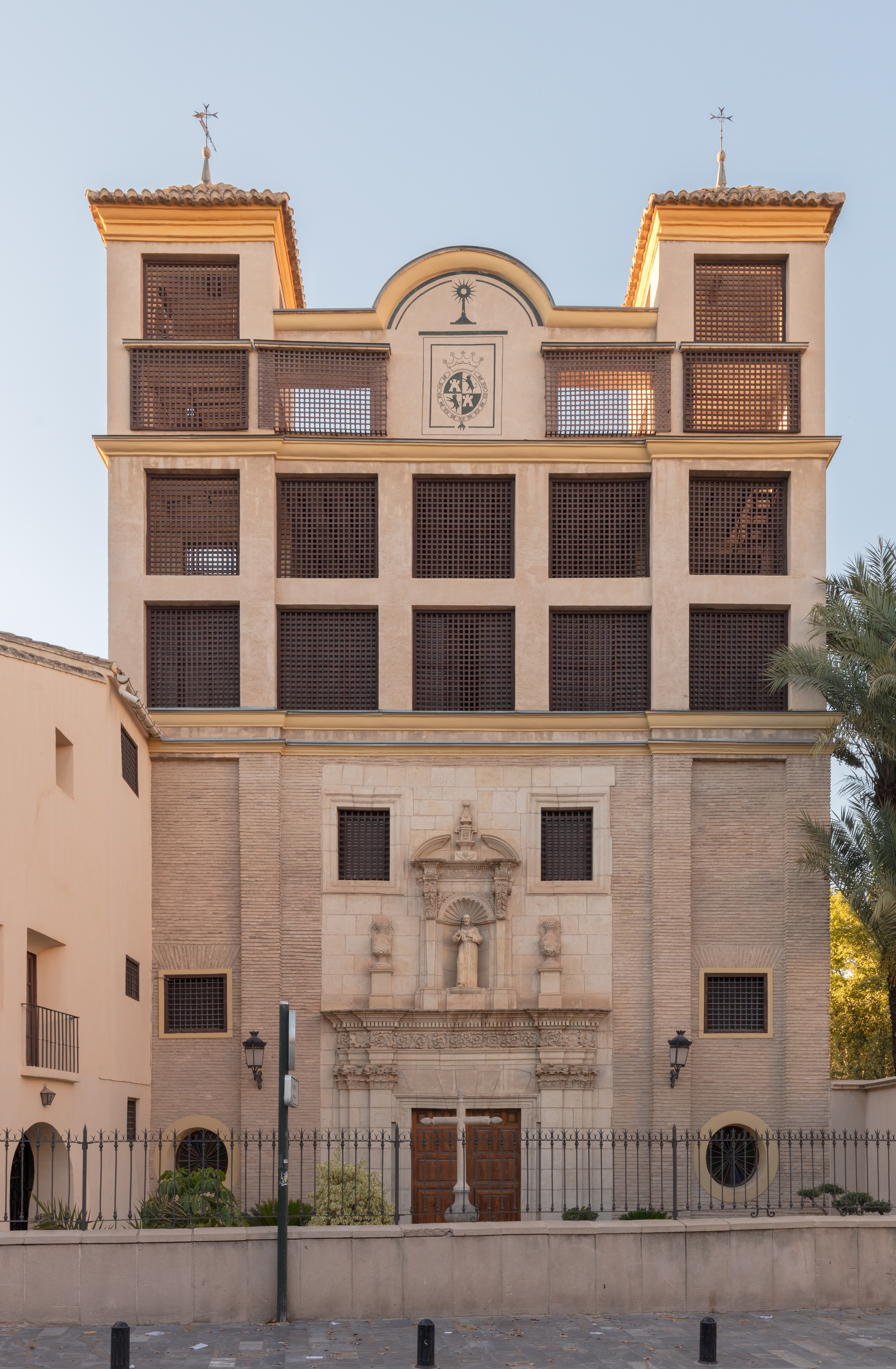
Fassade der Klosterkirche Santa Clara la Real, erbaut im 17. Jahrhundert.

Im 17. Jahrhundert wurden Teile des Klosters reformiert und umgestaltet, hervorzuheben ist der Bau der barocken Kirche durch Melchor de Luzón, nur der Hochaltar der vorigen gotischen Kirche ist erhalten. Im 18. Jahrhundert wurde die Kirche im Rokoko-Stil ausgeschmückt.
Während des Spanischen Bürgerkriegs erfolgte eine Säkularisation des Klosters und die Umwandlung in eine Kaserne. Nach Beendigung des Krieges richteten die Franquisten das Konzentrationslager N° 3 von Murcia ein. Es war zwischen April und November 1939 in Betrieb.
Als die Nonnen in den sechziger Jahren zurückkehrten, entschieden sie den Südflügel zu vermieten, was den Abriss dieses Teils für den Bau einer Garage zur Folge hatte.
Ab den achtziger Jahren wurde aber die Restauration wichtiger. 1981 wurde das Kloster zum Bien de Interés Cultural erklärt.
1995 wurde ein neues Wohnheim für die Nonnen im Südflügel errichtet, wodurch ein Wiederaufbau des Aufrisses des islamischen Palastes im Nordflügel und eine Wiederherstellung des alten Patios möglich wurde. Dabei wurden die Reste des Palastes des Ibn Hud und des Ibn Mardanīsch freigelegt, die nun im eingerichteten Museum de Santa Clara besichtigt werden können.

## Architektur

### Arabische Paläste

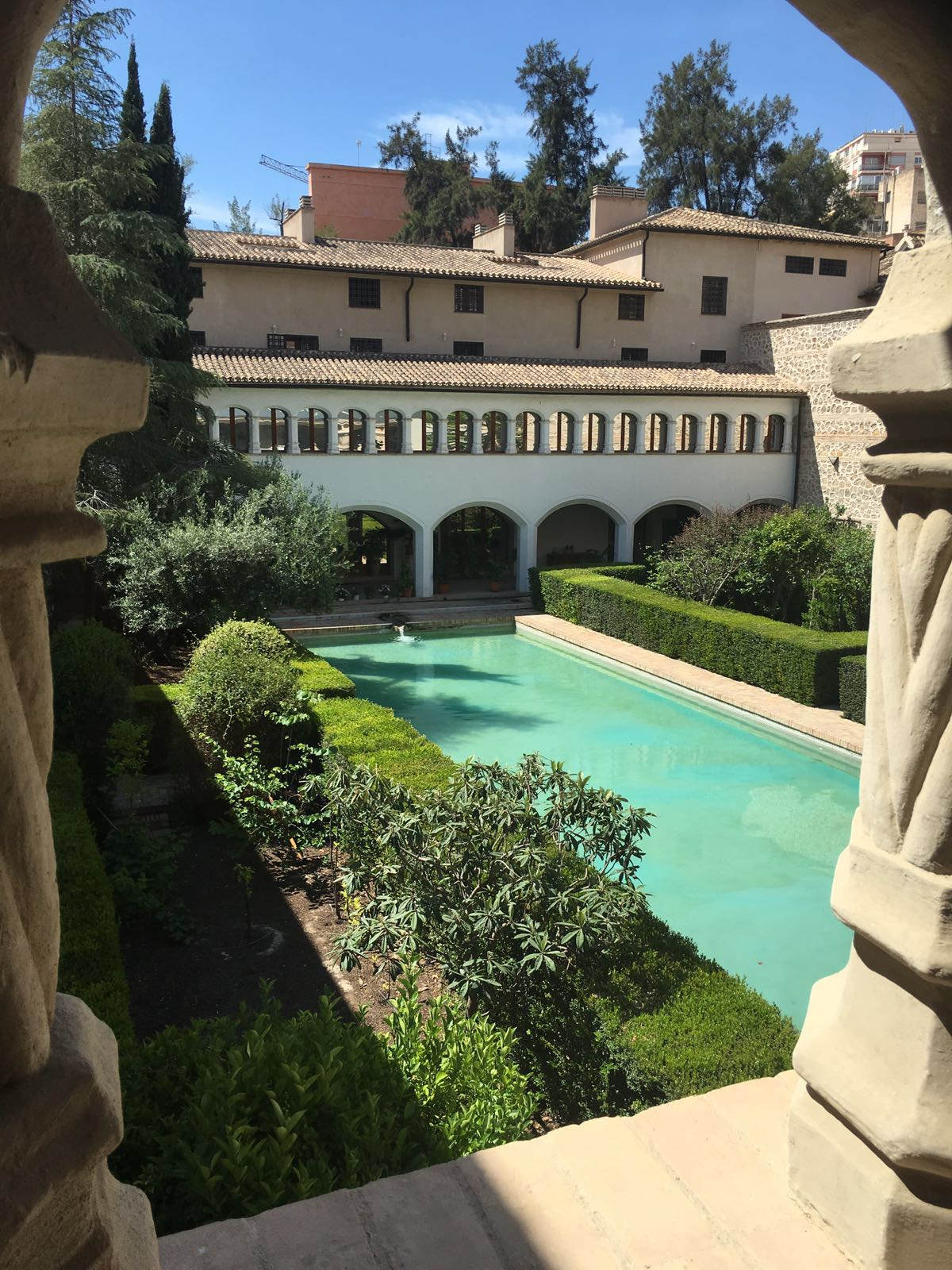
Patio mit der Zisterne und den Gärten des Alcázar Menor mit dem Kreuzgang des Klosters

Innerhalb der arabischen Architektur sind die erhaltenen Reste in Santa Clara von großem Interesse für Kunst, Architektur und Archäologie der iberischen Halbinsel zur muslimischen Zeit.
Der Alcázar Menor aus der Zeid des Ibn Hud (1228–1243) ist der beste erhaltene architektonische Vertreter aus der Übergangszeit zwischen den Almoraviden und den Nasriden. Dies ist deutlich zu sehen bei den Bögenverzierungen und auch beim damaligen neuartigen Design des Patios, der zwei Wege in Kreuzform und vier Parterre beinhaltet. Im Patio ist auch ein zentrales Wasserbecken, typisch in den Palästen der Nasriden.
In Santa Clara wurden folgende Räume wieder hergestellt:
Aus dem Palast des Ibn Hud oder Alcázar Menor (13. Jahrhundert):
- Wasserbecken (Alberca) und Patio: Der Kreuzgang des Klosters stellt teilweise die ursprüngliche Anordnung wieder her. Das große Wasserbecken mit  27,5 m × 7,50 m Ausdehnung in Nord-Süd-Richtung war nach den Ausgrabungen praktisch intakt und vier bepflanzte, rechteckige Parterres. Die jetzige Bepflanzung entspricht der ursprünglichen dank Pollenuntersuchungen mit Palmen, Zitrusfrüchten und Pflaumen.

- Portikus:

- Salón

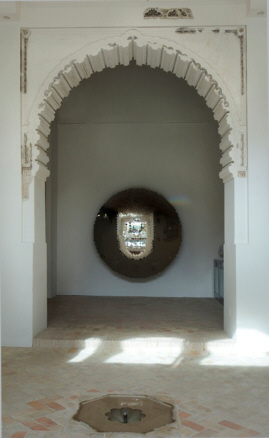
Portal des Nordsalóns des Alcázar Menor

Aus dem Palast des Ibn Mardanis oder Dar As Sugra (12. Jahrhundert):
- Patio de crucero: Nach Ausgrabungen wurden Reste eines großen Patios aus dem 12. Jahrhundert gefunden. Dabei wurden auch Stuckarbeiten wie der La Flautista gefunden.